# Carlos Gimeno
Carlos Gimeno Martinez (Las Palmas de Gran Canaria, 24 ottobre 1989) è un tuffatore spagnolo specializzato nelle grandi altezze.

## Carriera
Ha vinto la medaglia d'argento ai campionati mondiali di nuoto di Singapore 2025.

## Palmarès
- Mondiali

Singapore 2025: argento nei tuffi dalle grandi altezze.